# تيني تومسون
تيني تومسون (بالإنجليزية: Tiny Thompson)‏ (و. 1903 – 1981 م) هو لاعب هوكي الجليد  كندي، ولد في Sandon, British Columbia ‏، مركز لعبه هو حارس مرمى ‏، توفي في كالغاري، عن عمر يناهز 78 عاماً.

## جوائز
حصل على جوائز منها:
- جائزة فيزينا  [لغات أخرى]‏ في 1938[7][8]
- جائزة فيزينا  [لغات أخرى]‏ في 1936[7][8]
- جائزة فيزينا  [لغات أخرى]‏ في 1933[7][8]
- جائزة فيزينا  [لغات أخرى]‏ في 1930[7][8]
- كأس ستانلي
- قاعة مشاهير الهوكي